# 陳敏爾
陳 敏爾（ちん びんじ、チェン・ミンアル、1960年9月29日 - ）は、中国の政治家。中国共産党第20期中央委員会委員、中国共産党天津市委員会書記、党中央政治局員。
習近平党総書記の側近であり、習政府の実力者。貴州省知事、貴州省党書記時代にはIT関連の産業振興政策を指揮、同省の経済発展に貢献した。

## 人物・経歴
浙江省諸曁県生まれ。
1978年から81年まで浙江省紹興市の紹興師範専科学校（現在の紹興文理学院）で中国語を専攻したのち、同校宣伝幹事に就任。
1982年中国共産党入党。中国共産党中央党校大学院修了。
1987年中国共産党紹興市委員会宣伝部に入る。紹興市委員会宣伝部副部長、紹興県（現在の柯橋区）委員会副書記、紹興県長、県委員会書記、寧波市副市長、市委員会副書記、常務副市長を経て、2001年に浙江省委員会機関紙・浙江日報社社長に就任。2002年6月浙江省委員会常務委員に昇格（2007年中頃再任され、その後常務副省長を務めた）。浙江省委員会宣伝部長として当時浙江省党委書記だった習近平が浙江日報に連載したコラム「之江新語」を支えたことで之江新軍の有力者となった。
2012年2月、中国共産党貴州省委員会副書記。同年12月、省政府党組書記。2013年、貴州省人民政府省長。2015年７月、中国共産党貴州省委員会書記。2016年1月、貴州省人民代表大会常務委員会主任。一人当たりのGDPが中国で最も低い最貧地域だった貴州でビッグデータを主力産業に中国でチベット自治区に次ぐ高い成長を達成させたその手腕が評価された。
2017年7月、解任された孫政才の後任として中国共産党重慶市委員会書記に就任。2017年10月に、党中央政治局員となる。
2022年12月8日、中国共産党天津市委員会書記に就任。
中国共産党第二十回全国代表大会で中国共産党中央政治局委員に選ばれる。